# Neoplocaederus kolbei
Neoplocaederus kolbei là một loài bọ cánh cứng trong họ Cerambycidae.